# Нагорена (Білохолуницький район)
Нагоре́на (рос. Нагорена) — присілок у складі Білохолуницького району Кіровської області, Росія. Входить до складу Дубровського сільського поселення.
Населення поселення становить 11 осіб (2010, 27 у 2002).
Національний склад станом на 2002 рік — росіяни 100 %.